# Brantford Alexanders
Brantford Alexanders byl kanadský juniorský klub ledního hokeje, který sídlil v Brantfordu v provincii Ontario. V letech 1978–1984 působil v juniorské soutěži Ontario Hockey League (dříve Ontario Hockey Association). Založen byl v roce 1978 po přestěhování týmu Hamilton Fincups do Brantfordu. Zanikl v roce 1984 přestěhováním do Hamiltonu, kde byl vytvořen tým Hamilton Steelhawks. Své domácí zápasy odehrával v hale Brantford Civic Centre s kapacitou 2 952 diváků. Klubové barvy byly červená a bílá.
Nejznámější hráči, kteří prošli týmem, byli např.: Perry Anderson, Jason Lafreniere, Randy Ladouceur nebo Mike Bullard.

## Přehled ligové účasti
Zdroj: 
- 1978–1980: Ontario Hockey Association (Emmsova divize)
- 1980–1984: Ontario Hockey League (Emmsova divize)